# 烏哈湯

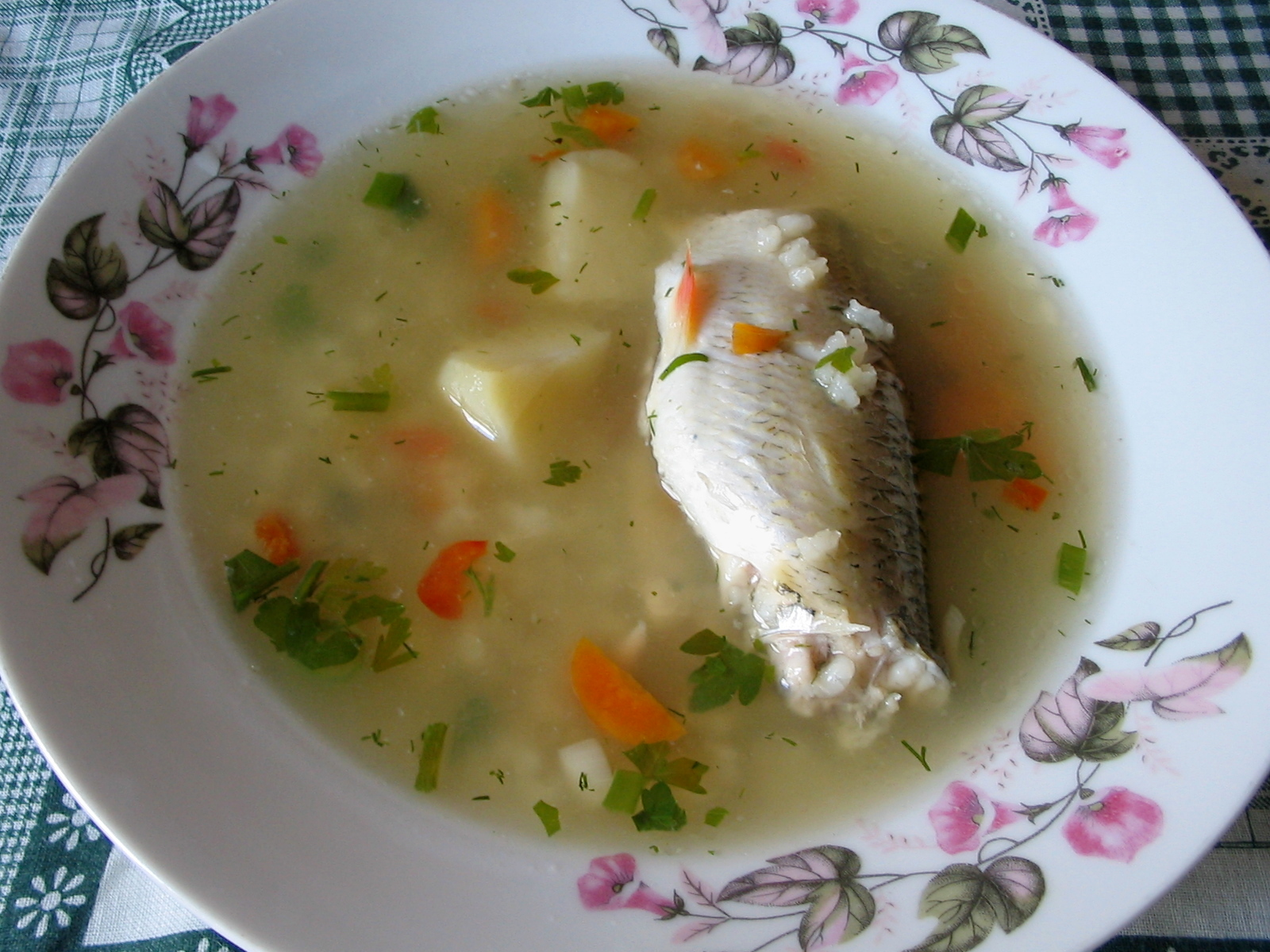
烏哈湯

烏哈湯（俄语：уха）是一道以魚肉和蔬菜為材料的俄羅斯飲食。烏哈來自於古斯拉夫語中的「湯」一詞。進入17世紀之後，烏哈湯從泛指所有種類的湯改為專指魚湯。。